# Wolfgang Schade
Wolfgang Schade (* 30. März 1937 in Breslau) ist ein deutscher Generalmajor außer Dienst des Heeres der Bundeswehr.

## Leben
Schade absolvierte 1957 das Abitur am humanistischen Gymnasium St. Xaver (Internat) in Bad Driburg und trat am 16. Oktober 1957 beim Fernmeldebataillon 4 in Regensburg in die Bundeswehr ein. Er durchlief die Offizierausbildung zum Offizier des Truppendienstes in der Fernmeldetruppe und war danach Personaloffizier (S1), Kompaniechef und Brigadefernmeldeoffizier der 1. Luftlandedivision. Von 1968 bis 1970 absolvierte er den 11. Generalstabslehrgang Heer an der Führungsakademie der Bundeswehr in Hamburg, wo er zum Offizier im Generalstabsdienst ausgebildet wurde.
Danach hatte Schade Verwendungen als Generalstabsoffizier für Personal der 1. Luftlandedivision, Bataillonskommandeur des Luftlandefernmeldebataillons 9, Chef des Stabes des Zentrums Innere Führung in Koblenz, in der G5-Abteilung der Central Army Group, als Referatsleiter für Personalplanung und Personalstrukturen und Sonderbeauftragter für Personal im Führungsstab der Streitkräfte in Bonn. Ab Oktober 1989 war er Leiter und ab Mai 1991 Leiter des Planungsstabes des Bundesministers der Verteidigung sowie von 1992 bis 1993 Chef des Stabes des Heeresamtes in Köln. Ab Oktober 1993 war er Assistant Chief of Staff ACE Resources Division im Supreme Headquarters Allied Powers Europe in Mons in Belgien. Mit Ablauf des September 1997 wurde er in den Ruhestand versetzt.
Schade ist katholisch, verheiratet und hat zwei Söhne sowie eine Tochter.